# 27938 Guislain
27938 Guislain è un asteroide della fascia principale. Scoperto nel 1997, presenta un'orbita caratterizzata da un semiasse maggiore pari a 3,0663329 UA e da un'eccentricità di 0,1734802, inclinata di 17,82506° rispetto all'eclittica.